# Eric Benét
Eric Benét Jordan (Mobile, 15 ottobre 1966) è un cantante e attore statunitense.

## Biografia

### Esordi, successo commerciale
Debutta negli anni '80, esibendosi con un gruppo musicale chiamato Gerard, per poi formare una seconda band insieme a sua sorella e suo cugino. Il gruppo, chiamato semplicemente Benét e legato a Emi Music Canada, esordisce nel 1992 con un album eponimo, che vende circa 100 mila copie su suolo statunitense. Nel 1996 debutta come solista con l'album True to Myself, pubblicato via Warner Bros. Records.
Nel 1999 pubblica il suo secondo album A Day in the Life, il quale ottiene un riscontro commerciale migliore rispetto al precedente: il disco raggiunge infatti la posizione 25 della Billboard 200 e vende oltre 750 mila copie negli Stati Uniti, conseguendo la certificazione oro. L'album viene trainato dai singoli Georgy Porgy con Faith Evans e A Day in the Life con Tamia: i singoli raggiungono rispettivamente le posizioni 55 e 21 nella Billboard Hot 100 e il secondo ottiene la certificazione oro e una nomina ai Grammy Awards 2000 nella categoria "miglior performance R&B di un duo o di un gruppo". A Day in the Life vince inoltre il premio "outstanding song" ai NAACP Image Awards dello stesso anno.

### Anni 2000, 2010 e 2020
Nel 2001 incide quello che avrebbe dovuto essere il suo terzo album da solista, Better and Better, tuttavia il progetto non viene pubblicato da parte della sua etichetta, che decide di interrompere il rapporto professionale con l'artista. Il progetto verrà pubblicato soltanto nel 2005 con il titolo di Hurricane e tramite un'etichetta minore, Friday's Records. Prima di interrompere i rapporti con la Warner, l'artista prende parte alla colonna sonora del film The Brothers con il brano Love Don't Love Me, con cui vince un Black Reel Award. Nel 2008 pubblica il suo quarto album Love & Life, che raggiunge la posizione 11 della Billboard 200 e perfette all'artista di ottenere due nomination ai Grammy Awards 2009, rispettivamente nelle categorie "miglior album R&B" e "miglior performance R&B" per il singolo You're the Only One.
Seguono gli album Lost in Time e The One, rispettivamente nel 2010 e nel 2012: quest'ultimo ottiene una nomination nella categoria "miglior performance R&B tradizionale" per il singolo Sometimes I Cry. Nel 2014 pubblica l'album di cover From E to U: Volume 1, edito esclusivamente nel mercato asiatico. Nel 2016 pubblica l'album eponimo Eric Benét. Nel 2023 annuncia l'imminente realizzazione di un album di duetti con Chanté Moore.

### Carriera come attore
A partire dal 1998 lavora come attore nella serie televisiva Tris di cuori, interpretando un ruolo ricorrente per l'intera durata della serie. Successivamente ha interpretato sporadicamente altri ruoli nel corso degli anni, apparendo anche nel film Glitter al fianco di Mariah Carey.

## Vita privata
Ha avuto la sua prima figlia India Brianne Jordan nel 1991 da Tami Stauff, donna deceduta tragicamente due anni dopo. Dal 2001 al 2004 è stato sposato con l'attrice statunitense Halle Berry, da cui ha ufficialmente divorziato nel 2005.
In data 31 luglio 2011, ha sposato Manuela Testolini, l'ex moglie di Prince, che ha dato alla luce la loro prima figlia, Lucia Bella, il 21 dicembre 2011. Hanno atteso la loro seconda figlia insieme, Amoura Luna, nel mese di luglio 2014.

## Discografia

### Album
- 1996 – True to Myself
- 1999 – A Day in the Life
- 2005 – Hurricane
- 2008 – Love & Life
- 2010 – Lost in Time
- 2012 – The One
- 2014 – From E to U: Volume 1
- 2016 – Eric Benét